# Eduardo Gutiérrez
Eduardo Gutiérrez Valdivia (17 de janeiro de 1925 - data da morte desconhecida) foi um futebolista boliviano. Ele competiu na Copa do Mundo FIFA de 1950, sediada no Brasil, na qual a seleção de seu país terminou na décima segunda colocação dentre os treze participantes.